# Keep Them Confused
Keep Them Confused, är ett musikalbum av No Use for a Name som släpptes 2005.

## Låtar på albumet
1. "Part Two"
2. "There Will Be Revenge"
3. "For Fiona"
4. "Check For A Pulse"
5. "Divine Let Down"
6. "Black Box"
7. "Bullets"
8. "Failing Is Easier (Part Three)"
9. "Apparition"
10. "It’s Tragic"
11. "Killing Time"
12. "Slowly Fading Fast"
13. "Overdue"